# Улица Кирова (Калуга)
Улица Кирова в Калуге — одна из старейших и центральных улиц города. 

## История
В своих нынешних очертаниях появилась в 1785 году. Начинается площадью Мира, заканчивается Площадью Победы.
Носила ряд названий, включая Мироносицкая, Теренинская (в честь именитых калужских купцов Терениных), Садовая (также Большая Садовая), после революции с 1918 года носила название Театральной. Своё нынешнее имя в честь Сергея Мироновича Кирова имеет с 1934 года.
В конце 1960-х годов были снесены располагавшиеся на улице Горбуновские казармы. Ныне их место занимает административное здание.
В 2011 году городские власти при помощи общественности активно обсуждали идею переименования улицы в проспект Циолковского, но данное предложение не получило должной поддержки.
На улице реализуется проект «Зелёный город».

## Главные объекты и достопримечательности[9]
- Торговые центры «XXI век», «РИО», «Калуга», «Европейский», «Дом быта»
- Арбитражный суд
- Дом музыки
- Городской рынок (закрыт; в 2024 году на его месте появится здание ТЮЗа)
- Городская станция Скорой медицинской помощи
- Центральный офис калужского отделения Сбербанка России
- Кинотеатр «Центральный»
- Церкви Жён-Мироносиц и Иоанна Предтечи
- Сквер медсестёр[10]